# Mardzjanisjvili (tunnelbanestation)
| Urban station on track |

| Urban station on track |

| Urban station on track |

| Urban station on track |

| Urban station on track |

| Urban station on track |

| Urban station on track |

| Unknown BSicon "utTHSTto" |

| Urban station on track |

| Urban station on track |

| Urban station on track |

| Urban station on track |

| Urban station on track |

| Urban station on track |

| Urban station on track |

| Urban station on track |

| Urban station on track |

| Urban station on track |

| Urban station on track |

| Urban station on track |

| Urban station on track |

| Urban station on track |

| Urban station on track |

| Unknown BSicon "utTHSTto" |

| Urban station on track |

| Urban station on track |

| Urban station on track |

| Urban station on track |

| Urban station on track |

| Urban station on track |

| Urban station on track |

| Urban station on track |

Mardzjanisjvili (georgiska: მარჯანიშვილი) är en station på Achmeteli-Varketililinjen i Tbilisis tunnelbana. Stationen öppnade den 11 januari 1966, som en av de sex första stationerna i landet. Stationen ligger vid korsningen av Mardzjanasjviligatan och David byggaregatan. 
Stationen är uppkallad efter den georgiske regissören Kote Mardzjanasjvili.